# ジョーン・ガンツ・クーニー
ジョーン・ガンツ・クーニー(Joan Ganz Cooney、1929年11月30日 - )は、アメリカ合衆国の放送作家、プロデューサー。セサミワークショップ(旧社名:チルドレンズ・テレビジョン・ワークショップ、CTW)の創設者の1人であり、共同制作でも有名な子供向けテレビ番組「セサミストリート」を作った事でも有名である。2007年2月5日には、ジョーン・ガンツ・クーニー・センターを設立した。

## 生誕
ジョーン・ガンツは1929年11月30日にアリゾナ州にあるフェニックスで誕生。父は銀行経営者のシルヴァン・ガンツ、母は主婦のポーリン（旧姓ではレッドドン）によって育てられた。ジョーンの父はフェニシャンでユダヤ人として生まれ育ち、母はカトリックで生まれ育った。ジョーンの祖父エミール・ガンツは、1858年にアメリカへ移住し、アリゾナ州の第一国立銀行の社長とフェニックス市長を3期も務めており、ドイツのテューリンゲン州のヴァルドルフでは仕立て屋だった。ジョーン・ガンツは3人兄弟の末っ子。彼女は自分の子供時代を「お金持ちが田舎に暮らしてる気分」と表現し、「私は一番で画期的な方法で育ち、主婦と母親に育てられ、大学卒業時には楽しい仕事をしていたから、結婚するなら年齢的に考えて、25歳の方がよかったかもしれない」と語っていた。
ジョーンが高校生の頃、フェニックスにあるノース・ハイ・スクールに通っており、そこで演劇をしていた。ジョーンが10代の頃に影響を受けたのはバド・ブラウン。ジョーンが1948年にアリゾナ大学へ転校する前、カリフォルニア州のサンラファエルにあるドミニカン大学に通っており、カッパ・アルファ・シータのメンバーでもあったが、シルヴァンにキャリア・サポートを反対され、大学での演技を辞退。またジョーンは、教師になることには一切興味がなかったが、ポーリンに勧められたからであり、後に「私と同世代の女子生徒達が教育を受けていたのは、教えることが許されていたからなのよ」と供述している。
1951年にアリゾナ大学を卒業した後はワシントンD.C.に移り、そこで国務省の書記とタイピストとして働いた。ジェームズ・ケラーの神父であるクリストファー・ムーブメントに影響を受けて、テレビやメディアに関係を持つになる。
その後はフェニックスに戻り、ジャーナリズム未経験なのにもかかわらず、アリゾナ・リパブリックでリポーターを務め、1953年には、ニューヨーク市に移り、パブリシストを10年間務めた。